# Kalingalan Caluang
Kalingalan Caluang è una municipalità di quinta classe delle Filippine, situata nella Provincia di Sulu, nella Regione Autonoma nel Mindanao Musulmano.
Kalingalan Caluang è formata da 9 baranggay:
- Kambing
- Kanlagay
- Karungdong (Pob.)
- Masjid Bayle
- Masjid Punjungan
- Pang
- Pangdan Pangdan
- Pitogo
- Tunggol